# بلوکوریخا
شهر بلوکوریخا (به روسی: Белокуриха) در کشور روسیه و در کرای آلتایی واقع شده‌است.